# La pàtria perduda
La pàtria perduda (títol original, Lost Country) és una pel·lícula francesa estrenada l'11 d'octubre de 2023, premiada en la premiada en la Semana de la Crítica del Festival de Cannes. El director és Vladimir Perišić. S'ha doblat i subtitulat al català.

## Argument
Lost Country se situa en les eleccions de 1996. En la Sèrbia a finals dels anys 90, Stefan, un jove de 15 anys d'una família de tradició socialista, es veu obligat a decidir a posicionar-se entre la seua família o als seus amics de l'escola, ja que el govern d'Slobodan Milošević, del qual la seua mare és portaveu, està rebent molta contestació popular per corrupció i falsificació electoral, provocant una onada de manifestacions al carrer.